# Kurza twarz
Kurza twarz – pierwszy album zespołu Cytrus, wydany w 2006 roku nakładem Metal Mind Productions. Album został wydany 21 lat po rozpadzie zespołu. Płyta poświęcona jest pamięci Waldka Kobielaka (1958–1994).

## Lista utworów
1. „Rock `80” – 3:46
2. „Tęsknica nocna” – 4:54
3. „Bonzo” – 3:50
4. „Mayones to jest to” – 3:40
5. „Trzecia łza od słońca” – 6:00
6. „Afera” – 5:28
7. „Kurza twarz” – 4:13
8. „Baśń o księżycowej karecie” – 3:53
9. „Jeźdźcy smoków” – 4:20
10. „Słoneczna loteria - ćma” – 3:13
11. „Kobra” – 3:30
12. „Bycza krew” – 4:08
13. „Aby dalej, hej” – 5:00
14. „Aleja gwiazd” – 4:00
15. „Cytrusland” – 4:31

## Muzycy
- Kazimierz Barlasz – śpiew (12–13)
- Zbigniew Gura (Maroszczyk) – gitara basowa (12–13)
- Andrzej Kalski – perkusja (1–2)
- Andrzej Kaźmierczak – gitara
- Waldemar Kobielak – gitara basowa (1–11, 14–15)
- Zbigniew Kraszewski – perkusja (3–7, 12–13)
- Leszek Ligęza – perkusja (8–11, 14–15)
- Józef Masiak – śpiew (14–15)
- Marian Narkowicz – flet, gitara, instrumenty klawiszowe, skrzypce, śpiew